# 摩羅托德佐國家體育園區
摩羅托德佐國家體育園區 是位於柬埔寨金邊水净华区的體育園區，是2023年東南亞運動會的主会场。

## 計劃
目前的計劃包括6座體育場和一座可容納多達1500名運動員的大型重量訓練館。擁有60,000個座位的主體育場將佔9公頃，並設有1個足球場和跑道。
1座佔地3.6公頃的綜合室內體育館可容納15,000名觀眾，而位於相同面積土地上的水上運動中心將可容納6,000人。
還規劃興建1座有3700個座位的羽球和桌球館、1座有3700個座位的體操和傳統體育館和1座有3000個座位的籃球、排球和五人制足球館。
此外，還計劃興建4棟六層樓的辦公大樓和4棟八層大樓以容納運動員，包含400個房間和2個食堂。

## 設施
| 場館                     | 用途用途                 | 容納人數      | 興建年分    | 備註  |
| ------------------------ | ------------------------ | ------------- | ----------- | ----- |
| 國家體育場 កីឡដ្ឋាន         | 多用途，主要是田徑和足球 | 60,000 (估計) | 2021 (預計) |       |
| 水上運動中心 មណ្ឌលកីឡាហែលទឹក  | 水上運動場館             | 3,000         | 2017        | [ 2 ] |
| 室內體育中心 មណ្ឌលកីឡាក្នុងសាល | 室內體育場館             | 5,000         | 2017        | [ 2 ] |